# Cuarto Roble
Cuarto Roble es un yacimiento arqueológico romano situado a las afueras de la pequeña población de Aldea Moret, a dos kilómetros de la ciudad de Cáceres, Extremadura, dentro del territorium de la antigua Norba Caesarina.
Situado en una pequeña colina de escasa altura sobre la llanura circundante ("Corchuelas", 454 metros sobre el nivel del mar), asentados sus cimientos sobre roca viva, consiste en una turris o torre de vigilancia cuya misión fundamental era defender y vigilar el entorno de una villa romana situada al pie de la colina, al sur, sus moradores y campos de cultivo. Probablemente contaba con un pequeño destacamento de soldados: su misión principal no era defender sino, seguramente, disuadir por su situación estratégica.
Los restos visibles en la actualidad son de factura musulmana, aunque en su muralla oeste pueden verse varias hiladas de bloques romanos perfectamente escuadrados y la esquina noroeste, ahora destruida, estaba formada por buena cantidad de sillares que ahora descansan al pie de la torre, en la ladera oeste. Todavía subsisten restos de la puerta, especialmente dos piedras talladas o quiciales en la parte superior de la misma.
La orientación de la torre ha sido efectuada según los puntos cardinales: la entrada está situada al sur, los (supuestos) almacenes o despensas de víveres, al norte.
La torre, tal como puede estudiarse en la actualidad, constaba al menos de dos plantas: de la superior no queda nada, aunque son muy visibles en el muro este los huecos dejados por las vigas de madera que lo sujetaban. Gran parte del techo está derruido sobre los restos actuales, tanto en forma de escombros internos como fragmentos de tejas dipersas por una amplia zona alrededor de la torre: su altura estimada es de 10-12 metros como máximo, sin que se sepa cuál pudo ser su remate, almenado o techado con teja árabe.
Es visible un segundo recinto alrededor de la torre, especialmente fácil de identificar en su zona noroeste, norte, este y suroeste, aunque tan derruido que apenas destaca sobre el terreno apareciendo como un simple "talud" de medio metro de altura: las labores agrícolas efectuadas a lo largo del tiempo ha removido las piedras de la zona, agrupando muchas de ellas en montones para que no molesten en la siembra y la siega.
En el interior de la torre pueden apreciarse al menos tres dependencias: una sala principal, rectangular, que conecta con la puerta de salida y dos habitaciones pequeñas situadas a la izquierda de la misma, junto a la muralla oeste. Una abertura en el muro oeste parece ser el único resto visible de una ventana. A la izquierda de la entrada, prácticamente derruida hasta el nivel del suelo, puede verse restos de una muralla o construcción sin que sea posible adivinar qué era: posiblemente sería una dependencia más, aunque es imposible asegurarlo.
Alrededor de la misma pueden encontrarse restos de tejas romanas (tegulae), rojizas y macizas, muy distinta a la típica teja árabe, y cerámicas (terra sigillata), aunque en estado muy fragmentado por el tiempo.
La villa, seguramente amplia y bastante rica, está situada (enterrada) en la zona sur de la torre, en una suave caída hacia el llamado "Cerro de los Romanos", colina de mediana altura (523 metros sobre el nivel del mar), bajo cuyas laderas pueden encontrarse abundantes fuentes de agua e incluso un pequeño arroyo estacional, el Arroyo de Santa Ana. No se han efectuado excavaciones ni en la villa ni en la torre; un reconocimiento de la zona en el otoño de 2007 ha mostrado la presencia de varios sillares de algo más de un metro de longitud, perfectamente conservados, en la superficie del suelo.
No lejos de este yacimiento, a menos de 2 km al NNW, pueden contemplarse una segunda torre conocida como yacimiento arqueológico "El Junquillo": situada junto a la vía del ferrocarril Cáceres-Lisboa (km 335,600), no lejos del "Centro de Interpretación de la Minería", no está claro el por qué de su ubicación dado que cerca no hay caminos o villas para proteger.

## Fuente
- "Catálogo monumental de España. Provincia de Cáceres", J. R. Mélida, 1924. Madrid.
- "Castillos de Extremadura", G. Velo y Nieto, 1969. Madrid.
- "Fortificaciones romanas en Extremadura", A. Alonso Sánchez, 1988, Ed. Universidad de Extremadura.

- Datos: Q5793293